# René de Clercq
Pour les articles homonymes, voir de Clercq.
Ne doit pas être confondu avec René De Clercq (cyclisme).
René Désiré de Clercq, né le 14 novembre 1877 à Deerlijk et décédé le 12 juin 1932 à Sint-Maartensdijk, est un poète flamand d'expression néerlandaise.

## Biographie

### 1877-1902: Enfance et études

#### Enfance et famille

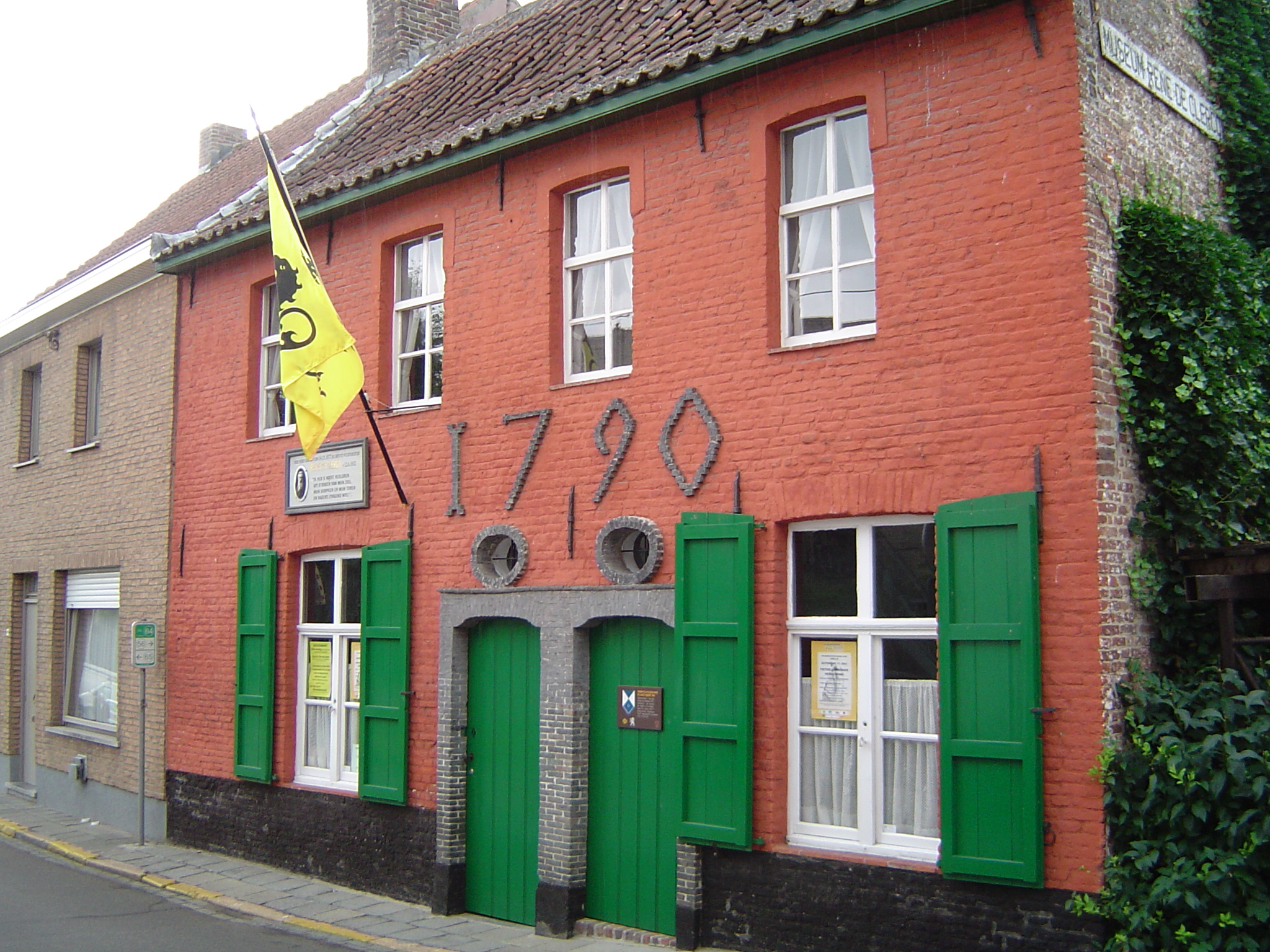
La maison natale de René de Clercq, à Deerlijk, abrite actuellement un musée qui lui est consacré.

De Clercq, qui naquit à Deerlijk dans la région du lin, en Flandre-Occidentale, est le fils de Pauline Gheysens et de Charles Louis, veuf de Cordula Dheygere.  Le père, fils d'un aubergiste, était un modeste acheteur de lin, filassier et cordier.  La mère, elle aussi la fille d'un aubergiste, était une couturière qui tenait l'auberge Het Damberd (Le Damier), la maison natale du poète qui, lui, était le neuvième enfant de sa mère et le quinzième de son père.   La famille, qui avait su tirer profit du renouveau de Deerlijk, fondé sur l'industrialisation de la commune rurale et sur la culture du lin, projetait son désir d'ascension sociale et de plus de prospérité dans René, le garçon malin qu'ils destinèrent à l'étude en l'envoyant, à l'âge de quatorze ans, au collège épiscopal de Tielt.  Sa pieuse mère souhaitait secrètement le voir devenir un jour ecclésiastique.  À la fin de l'année scolaire 1892-1893, en quatrième latine, après la mort de son père, René courait le risque de devoir abandonner ses études, mais le principal du collège, le révérend Jules de Berdt, ayant remarqué les dons de son élève, en proposant de diminuer la rétribution scolaire, insista auprès de la mère pour qu'elle autorisât son fils à les continuer.
À cette époque, l'encyclique de Léon XIII, Rerum Novarum de 1891, commença à produire ses effets en Flandre : le principal De Berdt en donna une explication modérée.  Ce dernier était un ami personnel du prêtre Emile Jacob, qui créa la première organisation de femmes travailleuses dans l'industrie de la chaussure dans la Flandre-Occidentale, visant à repousser la social-démocratie envahissante.  Les élèves des deux plus hautes classes furent incorporés dans la Conférence de Saint Vincent de Paul, une société fondée sur l'idée de la charité chrétienne et de la bienfaisance sociale.  Si De Berdt voulait transformer ses garçons en de solides hommes de foi catholique romaine et des travailleurs sociaux, il ne souhaitait pas encourager en eux la sensibilité flamande, même s'il ne l'empêcha pas de prendre racine dans un contexte où la langue d'enseignement était le français, et où il était interdit de parler néerlandais.  Toutefois, comme l'esprit sauvage de De Clercq ne se laissait pas dompter et que, privé d'autodiscipline, le jeune homme s'avérait un élément perturbateur dans la vie de classe, les efforts du principal devaient aboutir à une déception et l'enfant finit par se faire renvoyer de l'école peu avant la fin de ses études secondaires.  Pendant les quelques semaines qui le séparaient du diplôme de fin d'études, on l'autorisa à suivre des cours au collège épiscopal de Courtrai, ville où il se rendait quotidiennement à pied pendant l'été de 1896, en partant de Deerlijk, non seulement pour aller à l'école, mais aussi pour lire les épreuves de son recueil de poèmes (intitulé Gedichten ou Poèmes) que l'imprimeur Vermaut avait accepté de faire paraître, sans doute après avoir eu recours au conseil de Theodoor Sevens.  Dans ce travail assez scolaire, où apparaissent, hormis des sonnets dédiés à Conscience et Rodenbach, les noms de Longfellow et de Schaepman, on trouve l'écho du panache d'un Ledeganck et des réflexions d’un Gezelle.  Alors que le recueil ne contient aucun vers dédié à l'amour, plus d'un tiers de ce modeste ouvrage est consacré à une réflexion sur Rerum Novarum dans laquelle la famille pauvre est idéalisée.  En 1895, trois de ses vers parurent dans De Student (L'Étudiant), la revue des étudiants des collèges flamands.  Le poème Roozebeke fut couronné par l'union d'étudiants de la Flandre-Occidentale (Westvlaamschen Studentenverbond) .

#### Études à l'université

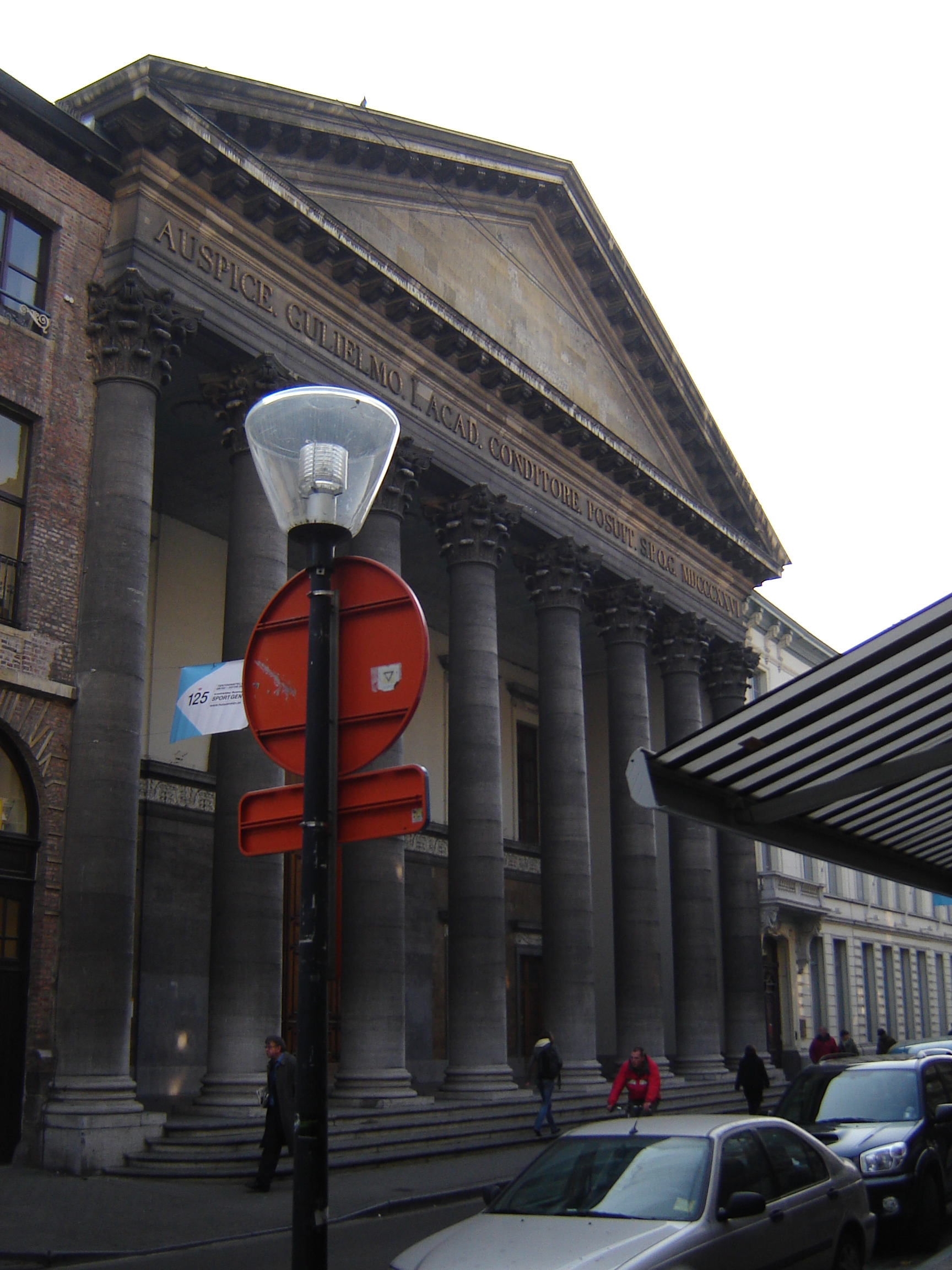
LAula, de 1826, de l'université de Gand, par l'architecte Roelandt. De Clercq étudia à cette université dès 1896.

À partir de l'année universitaire 1896-1897, De Clercq étudia à l'université de Gand en première candidature à la faculté de mathématiques et de physique (sciences naturelles), préparatoire à la médecine. Bien qu'il eût accédé, quoiqu'à contrecœur, à la demande de sa mère d'étudier la médecine, il s'occupa plus d'écrire des vers que d'écrire des formules de chimie.  Après que son attention fut attirée sur le recueil de De Clercq, Paul Fredericq, le professeur qui donnait les cours de critique littéraire, encouragea le jeune homme à passer à la philologie, ce qu'il fit, avec l'approbation de sa mère, après son échec en médecine.  Bientôt suivirent d'autres publications de recueils de poésie : Het Lied van Bacchus (La Chanson de Bacchus) de 1898, et Leus (Devise) de 1901.  Finalement, en octobre 1902, il fut promu docteur en philologie germanique après avoir soutenu sa thèse intitulée Guido Gezelle's Dichtwerk, Eenige esthetische Beschouwingen (L'Œuvre poétique de Guido Gezelle : quelques considérations esthétiques) .
Dans cette première période gantoise parurent de lui : Halewijn's Straf (La Punition de Halewijn, Gand, 1898), Echo's (Échos, Gand, 1900), ouvrage qui fut même remarqué aux Pays-Bas, et Ideaal, Een Sonnettenkrans (Idéal : une couronne de sonnets, Gand, 1900), ouvrage où l'influence de Jacques Perk est perceptible et qui, avec le recueil précédent, attira l'attention de Van Nu en Straks (De maintenant et de tout à l'heure), ce qui incita Emmanuel de Bom à son tour à lui demander sa coopération.  Vint alors De Vlasgaard (Au pays du lin, Gand, 1902), « respectueusement dédié par son élève reconnaissant » à Paul Fredericq, qui rappelle les récits naturalistes sur les polders de Georges Eekhoud.  Et enfin, il y a Natuur (Nature, Laethem-Saint-Martin, 1902), un ouvrage paru encore avant sa promotion et illustré par Julius de Praetere.  Bien qu'il ne s'y montre pas encore le poète combatif qu'il deviendra plus tard, ce dernier recueil donne une image précise de la nature de son auteur et de la profondeur caractéristique des œuvres ultérieures ; en effet, ces années passées à Gand représentent celles de sa formation.
À cette époque, les événements politiques contemporains ne trouvaient aucun écho dans son art : ni la lutte du prêtre Daens en faveur d’une démocratie chrétienne, à laquelle René semble avoir été attiré pendant un certain temps ; ni la guerre des Boers, ni même la lutte de Mac Leod pour la néerlandisation de l'université de Gand, à laquelle il prit pourtant part en 1901 en tant que président d'un cercle d'étudiants de linguistique, les Rodenbachsvrienden ou amis de Rodenbach, qui avait adopté la devise Vlaamsch en Katholiek (« Flamand et catholique »), et comme un des présidents du deuxième congrès flamand d'étudiants.  Dans Jong Vlaanderen (La Jeune Flandre), périodique auquel il collaborait fidèlement (depuis sa fondation, le jour de Noël 1899, jusqu'à la dernière parution du mensuel en octobre 1902) en envoyant des vers et des critiques littéraires, il dira adieu à la fainéantise insipide, fin 1901, dans un texte intitulé Krachtstorm, car il ne voulait plus passer pour un chanteur amusant et gai ; dans un monde en trouble et en confusion, il souhaitait se rapprocher du peuple dont corps et esprit devaient être nourris et dont il voulait la libération.  La chanson rebelle Dorscherslied (Chanson des batteurs en grange) du recueil Natuur (Nature) témoigne de l’impact qu’eurent sur lui un discours auquel il assista le 1er mai 1901, donné par le jeune enseignant Johan Lefèvre et traitant du flamingantisme social, ainsi que l'exposé de ce dernier de la relation entre la question flamande et la question sociale.
Diplômé, il se fiança avec une couturière d'Ingooigem, qui était fille d'aubergiste comme sa mère.

### 1902-1914: Enseignant et poète avant la Première Guerre mondiale

#### 1902-1907: vers une renommée flamande

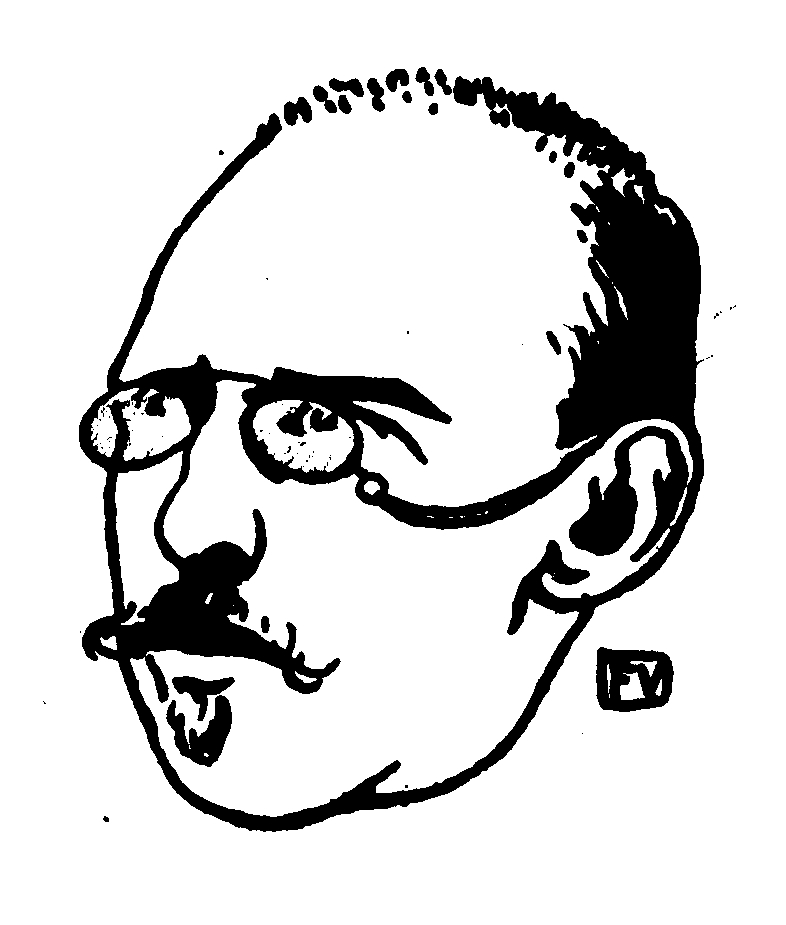
Portrait de Georges Eekhoud par Félix Vallotton. Dans le Mercure de France, l'auteur flamand francophone attire l'attention sur les chansons de travail de René de Clercq.

Ayant été nommé dans l'enseignement secondaire dans une petite ville, il se retrouva dans un milieu bourgeois.
Le 4 décembre 1902, à titre temporaire, De Clercq fut nommé enseignant en langues germaniques dans un collège de Nivelles en Brabant wallon, où le conseil communal, dominé par le parti catholique, le nomma enseignant à partir du 1er mars 1904, mais la même année, par arrêté ministériel entrant en vigueur le 1er décembre 1904, il fut nommé enseignant temporaire à l'athénée royal d'Ostende, non contre son gré.
Entre-temps, à Ingooigem, il avait épousé, le 25 août 1903, Marie Louise Delmotte, née le 23 décembre 1878, un mariage béni par Hugo Verriest.  La chanson de mariage, le poème Verwelkoming (Bienvenue) qu'il avait écrit à Bornival, fut publié dans le mensuel Vlaanderen (Flandre).  En 1903, au cours du séjour à Nivelles, parurent les recueils Terwe (Blé, Maldegem, 1903) et Liederen voor 't Volk (Chansons pour le peuple, Maldegem, 1903), dédié à Gustave Verriest, qui comprend De Gilde viert (La Guilde en fête), devenue célèbre comme chanson estudiantine.  En mai 1904 naquit son premier enfant : un garçon.  C'est en cette même année 1904 qu’il établit sa renommée littéraire.  Dans la revue bimensuelle, Tweemaandelijksch Magazine, Albert Verwey fait l'éloge du recueil Natuur.  Dans une critique sur Liederen voor 't Volk, publiée dans le Mercure de France, Georges Eekhoud attire l'attention, en particulier, sur les chansons de travail ; le poète serait de la race d’un Robert Burns.  Et dans le mensuel Vlaanderen, Karel van de Woestijne s'exprime en termes très élogieux sur l'œuvre du jeune poète.  Les Flamands reconnaissent en lui un poète populaire, de race.
La popularité croissante du poète est bien illustrée par le fait que la propagande espérantiste émergente s'intéressait à son œuvre et que Seynaeve et van Melckebeke insérèrent un extrait du Vlasgaard dans leur anthologie Pagoj el la Flandra Literaturo (Bruges, 1904) : il s’agit de la première traduction d'une œuvre littéraire de De Clercq.  Au niveau professionnel, il fut promu enseignant par arrêté royal prenant effet à partir du 1er août 1904.
En tout, De Clercq ne travailla qu'un an et un mois à Ostende.  Dans cette période, il ne produisit que sept œuvres inspirées par la mer ; un sujet qui ne constituait apparemment pas une riche source d'inspiration pour lui.  Au concours entre poètes annoncé par le ministère de l'Intérieur et de l'Instruction publique à l'occasion de la soixante-quinzième anniversaire de l'« indépendance » de la Belgique, De Clercq excella avec België bovenal (Belgique d’abord), Vaderlandsch Gebed (Prière patriotique) et Prinsenlied (Chanson du Prince) : des œuvres qui furent publiées à Bruxelles en 1905, insérées dans le Recueil (bilingue) de chants patriotiques pour les écoles.  Pendant ce temps, dans l'hebdomadaire Stemmen onzer Eeuw (Voix de Notre Siècle), un catholique néerlandais, Alphons Laudy, lui avait consacré une étude plus approfondie, la première aux Pays-Bas, où il manifeste son appréciation, tout en émettant une réserve d'ordre confessionnelle sur la retenue dans l'imagination de ce poète catholique flamand.  Un événement d'importance de la même année, 1905, était la représentation, à Gand, d'un drame lyrique (zangspel) de Jef van der Meulen : De Vlasgaard, sur un livret d'Alfons Sevens d'après le récit de De Clercq, pour lequel le poète avait écrit Het Lied van het Vlas (La Chanson du lin).  La pièce fut représentée pas moins de vingt-trois fois au cours de cette seule saison théâtrale et l'éditeur Cranz acheta l'ouvrage.  Après ce succès théâtral à Gand, sa réputation était établie dans la ville où il sera nommé enseignant, bien qu'à titre temporaire, à l'athénée royal, entrant en fonction à partir du 1er janvier 1906, cette fois-ci dans les classes moyennes.  Cette seconde période gantoise s'étendit jusqu'à la guerre de 1914.  Après s'être installé à Mont-Saint-Amand-lez-Gand, il apprit que sa mère était mourante ; elle mourut le 4 février 1906 à l'âge de 69 ans.  Peu après naquit son deuxième enfant, une fille dont la naissance le poussa à écrire la chanson de la bénédiction des enfants ; Hemel-huis (Maison céleste) devint vite le poème préféré d'une fertile Flandre catholique .  Cette même année, ayant obtenu une bourse d'études et les vacances d'été s'approchant, De Clercq allait profiter de l'enseignement en phonétique de Wilhelm Viëtor à Marbourg.

#### 1907-1914: vers une renommée dans le monde des lettres néerlandaises

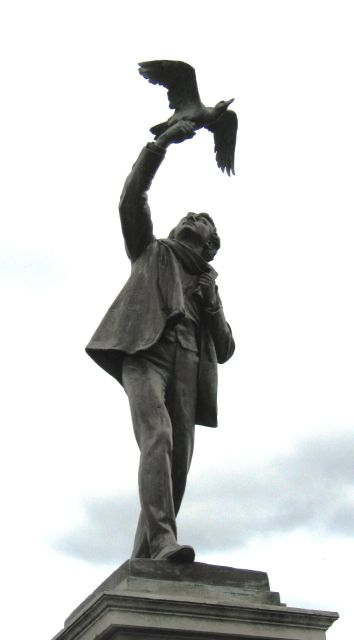
Statue de Rodenbach à Roulers. De Clercq assista au dévoilement, le 22 août 1909.

##### La montée de la renommée aux Pays-Bas
Après qu'il eut accédé à la demande de l'éditeur amstellodamois Van Looy de préparer la première édition complète de ses poèmes, celle-ci vit le jour en 1907.  Au premier plan des poèmes de date récente de cet ouvrage figurent les ouvriers, comme dans la Lied van den Arbeid (Chanson du travail) de 1906 sur le peuple opprimé et réprouvé dans les villes et les villages.  Et pourtant, ces démunis se dressent fièrement, entouré du halo resplendissant de la majesté du labeur.  Dans un autre poème du même recueil, Mensch zijn (Être homme), également de 1906, il supprime la différence des classes pour ne vouloir voir que l'humanité telle quelle.  Ces deux poèmes témoignent incontestablement d'un penchant socialiste, même s'il ne s'agit pas, ici, des damnés de L'Internationale mais du peuple flamand, qui commençait d'ailleurs à chanter ses chansons popularisées par les soirées chantantes d'Emiel Hullebroeck.  En annexe, le recueil énumère les noms de seize compositeurs, dont trois Néerlandais, qui avaient mis en musique des poèmes de l'auteur.  Selon toute vraisemblance, le recueil lui valut d'être élu membre extérieur de la Société des lettres néerlandaises à Leyde lors de leur assemblée annuelle, le 10 juin 1908.  Entre-temps, par l'arrêté royal du 1er décembre 1907, il fut nommé professeur à l'athénée de Gand.  Dès le début de l'année 1909, qui est aussi l'année de la publication, à Amsterdam, du recueil Toortsen (Les Torches), la maladie le poursuivait à tel point qu'il dut paraître, fin juillet, devant une commission médicale chargée d'examiner son état de santé et de décider s'il devait prendre sa retraite ; mais De Clercq reprit le travail, bien que guéri qu'à moitié, en espérant pouvoir se rétablir pendant les vacances.  Le 10 août 1909 naquit un second fils.  Le 22 août 1909, il assista au dévoilement de la statue d'Albrecht Rodenbach à Roulers.

##### La mort de la première épouse et le mariage avec la seconde épouse

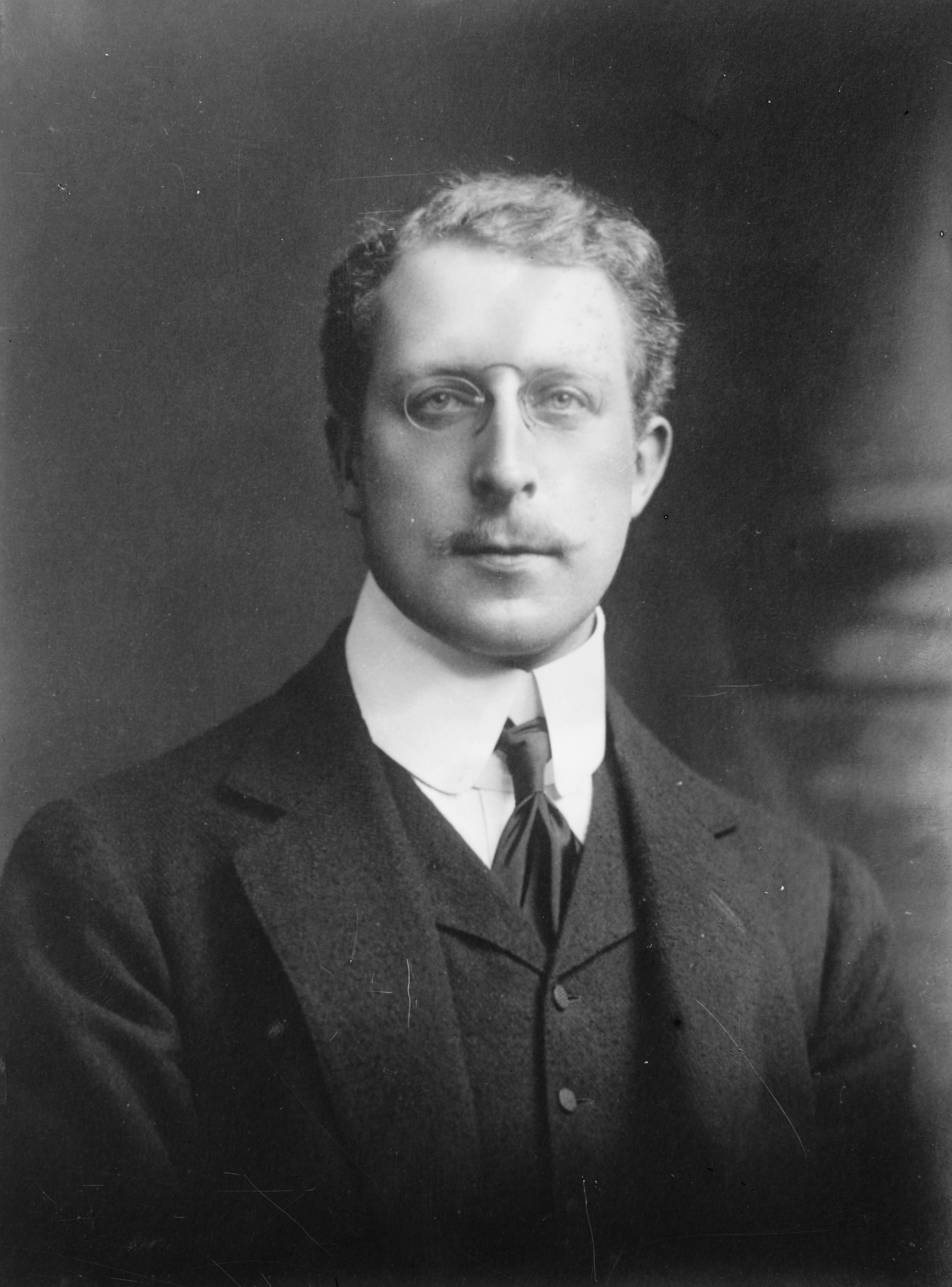
Le roi Albert Ier de Belgique, à qui De Clercq et Sevens avaient adressé une lettre ouverte en 1911.

Le 11 octobre 1909, sa femme mourut après une courte maladie ; si la douleur de cette perte se reflète dans Uit de Diepten (Des Profondeurs), publié chez Van Looy en 1911, le poème qui ouvre le recueil, De Grotten (Les Grottes), est adressé à Alice Delmotte, une sœur cadette de Marie-Louise, née en 1882 à Ingooigem, la commune où il contracta mariage avec elle en secondes noces, le 30 mai 1910.  Le couple se fixa à Destelbergen, dans une petite villa.  Sa consolation, il la chercha dans l'action au service du mouvement flamand et dans son travail.  En adressant une lettre ouverte au roi Albert Ier, publiée le 15 janvier 1911 dans De Witte Kaproen (Le Chaperon[Lequel ?] blanc), De Clercq et Alfons Sevens réagirent contre la bourgeoisie francisée qui, dirigée par Albéric Rolin et agissant par l'intermédiaire de l'Union pour la défense de la langue française à l'Université de Gand, avait mobilisé le pays légal et la ploutocratie, dans le cadre de la discussion sur la question de la néerlandisation de l'université, contre la montée en puissance de la Flandre.  En 1910, en 1911 et en 1912, il envoya plusieurs chants de bataille au mensuel.  Dans l'intervalle, il se construisit une réputation dans le monde du théâtre de Gand : sous le titre Au pays du lin, le zangspel ou drame lyrique De Vlasgaard fut même représenté dans la version française au théâtre français de Gand.  En 1911, il collabora à deux drames lyriques : en tant que librettiste avec le compositeur Leo van der Haeghen à l'adaptation de Liva, et avec le compositeur Jef van der Meulen à Halewijn.  Début février 1912, le théâtre néerlandais de Gand monta De Hoeven, un jeu rustique en quatre actes, écrit en collaboration avec Johan Lefèvre.
En 1911, l'Académie royale flamande, dans le compte-rendu du concours littéraire quinquennal (couvrant la période 1905-1909), rédigé par le professeur Lecoutere, d'un ton réprobateur, observe dans l'œuvre de De Clercq « des rêveries vaguement panthéistes ».  Parmi les œuvres de cette période Het Rootland, publiée par le Davidsfonds en 1912, est illustrée de dessins et peintures de Modest Huys.  Harmen Riels, ouvrage publié à Amsterdam en 1913, auquel il travailla un an et pour lequel, de surcroît, il fit un séjour au Val d'Illiez en Suisse, est une autobiographie romancée.  De Clercq avait de grandes espérances de l'hymne, la forme littéraire qu'il avait commencé à pratiquer dans les mois précédant la guerre.  À cette époque, il entretenait des contacts avec des peintres gantois, surtout avec Frits van den Berghe, mais également avec les frères Léon et Gustaaf de Smet ; c'est ce dernier qu'il avait en tête lorsqu'il dessina, dans Harmen Riels, le portrait du véritable artiste, et c’est aussi avec lui, et d'autres, qu'il fonda, en 1914, l'Association générale des arts des deux Flandres, réunissant des architectes, des sculpteurs, des peintres, des écrivains, des musiciens et des acteurs.  Peu avant, il avait participé à une autre réunion, à Bruxelles : celle, annuelle, de la Fédération de l'enseignement moyen, qui fonctionnait encore entièrement en français.  Pour la première fois dans l'histoire de ce syndicat d'enseignants, De Clercq et August Borms, soutenus par les nombreux collègues flamands présents, intervinrent en néerlandais dans les discussions, ce qui aboutit non seulement à l'indignation des Wallons, Bruxellois et Flamands francisés présents, mais également à une bagarre.

### 1914-1918: La Première Guerre mondiale – exil aux Pays-Bas

#### Un flamingant belgiciste
Ces événements eurent lieu le 28 juin 1914 et donc à la veille de la Première Guerre mondiale. Lorsque les Allemands approchèrent de Gand, lui et sa famille, à laquelle s'était ajouté un quatrième enfant en 1912, passèrent la frontière.  Après quelque errance, il finit par s'établir avec sa famille à Baarn, où la famille Scholten de Haarlem lui offrit un logement dans une maison et où il fut inscrit le 13 décembre 1914 ; à partir du 1er décembre 1914, il était même attaché à l'école belge à Amsterdam comme enseignant.  Le 1er février 1915, il entra dans la rédaction d'un journal fondé par et pour les Flamands exilés, De Vlaamsche Stem (La Voix flamande), imprimé sur les presses de l’Algemeen Handelsblad.  Quelques poèmes anti-Allemands sont réunis dans un recueil intitulé De zware Kroon (La Lourde Couronne).  Si, au début, De Clercq se fit encore l'interprète de la cause royaliste et de l'unionisme belge dans De Vlaamsche Stem, son zèle pour Albert Ier se refroidit au cours de l'année 1915, lorsque celui-ci répondit par un refus au télégramme du 11 juillet 1915, envoyé le jour de la commémoration de la bataille des Éperons d'or au nom du Vlaamsche Stem par son rédacteur en chef Alberic Deswarte et par De Clercq lui-même.  Dans ce télégramme, les auteurs avaient exprimé l'espoir de voir le roi appuyer, de son autorité, les revendications légitimes des Flamands.  Le périodique poursuivant la ligne du télégramme de Bussum, après que De Clercq et le Dr Antoon Jacob eurent succédé à Deswarte à la direction du Vlaamsche Stem le 17 août 1915, le gouvernement belge réagit par l'entremise de Prosper Poullet, ministre belge de l'enseignement, résidant à La Haye, qui essaya de forcer De Clercq à quitter la rédaction, ce qu'il refusa, après quoi il fut licencié comme professeur aux athénées royaux par arrêté royal du 5 octobre 1915.  Peu après en avoir reçu la confirmation, il demanda lui-même, le 31 octobre 1915, son licenciement de l'école belge à Amsterdam.

#### Un flamingant averti

##### 1915

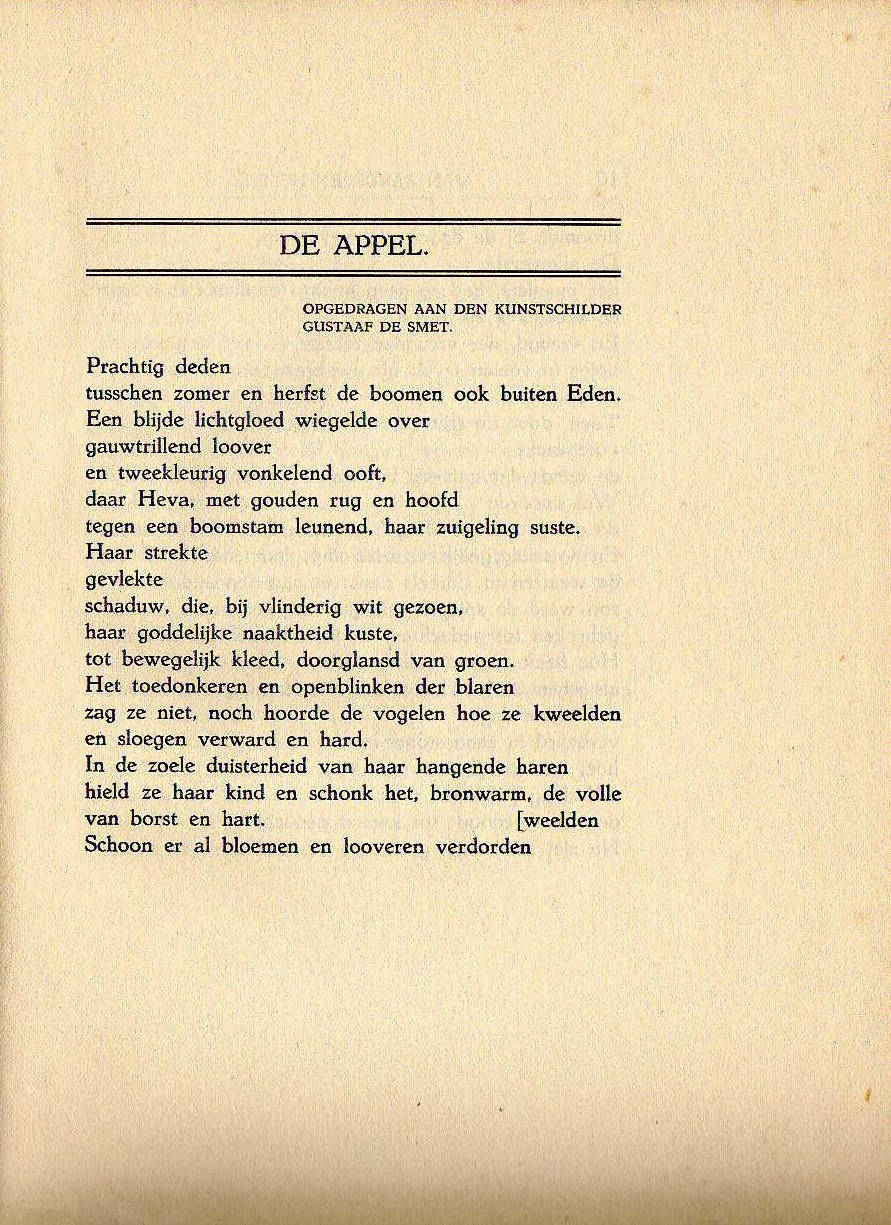
Page 9 de Van Aarde en Hemel de René de Clercq, publié en 1915 à Amsterdam chez L.Simons. Le premier poème de ce recueil est De Appel, dédié à l'artiste peintre Gustave de Smet (1877-1943).

Le 16 décembre 1915, après un entretien éclairant avec le pasteur Domela Nieuwenhuis Nyegaard, dirigeant du mouvement des Jeunes-Flamands, il adhéra à ce groupe, laissant bien loin derrière lui toutes les illusions qu'il aurait encore pu avoir sur la Belgique.  Entre-temps, il comptait parmi les rédacteurs de Dietsche Stemmen (Voix thioises), le mensuel qui reprit la tâche du mouvement néerlandais mentionné ci-dessus, et où parut de De Clercq un écrit apologétique Havere tegen Vlaanderen (Le Havre, ou le gouvernement de Broqueville I, contre la Flandre), également paru en décembre 1915 et en janvier/février 1916 comme tiré à part en deux fascicules.  De Clercq y fait le récit de ses expériences en tant qu'activiste.  Pendant cette période, il habitait à Bussum, où l’éditeur Van Looy avait mis à sa disposition la maison où naquit une fille, son cinquième enfant.  Des poèmes de cette période, dite « loyale », à la Vlaamsche Stem, celui écrit à l'occasion de la commémoration de la bataille des Éperons d'or, Vlaenderen, dijn recht is out (Flandre, votre droit est ancien), est notable par la moyen-néerlandisation qu'en fit le Dr C.G.N. de Vooys et par la mise en musique par le compositeur Lodewijk Mortelmans.  De la seconde période date Aan die van Havere toen zij vergaten dat ook Vlaanderen in België lag (À ceux au Havre, lorsqu'ils ont oublié que la Flandre, aussi, se situe en Belgique).
Dans un recueil publié à Amsterdam en 1915, Van Aarde en Hemel (De la terre et du ciel), figurent des poèmes plus anciens comme De Appel (La Pomme) et Ahasver (Ahasvérus), écrits en Flandre, ainsi que des poèmes plus récents tels que Doemsdag (Le Jour du jugement), où le culte païen du soleil apparaît sous une lumière chrétienne, et Hemelbrand (Feu du ciel), où De Clercq met dans la bouche de Dieu l'appréciation de ne reconnaître comme son peuple aucun des partis engagés dans le combat.

##### 1916
De Clercq devint membre du comité de rédaction du Toorts (La Torche), l'hebdomadaire créé dans le but de contrer le danger que l'activisme s'aliénât l'opinion publique aux Pays-Bas.  Le premier numéro du 10 juin 1916 contient sa chanson de la Grande-Néerlande (Lied van Groot-Nederland), écrite en avril de cette année et récitée le 16 décembre 1916, à la commémoration du jour de Dingane, par l'Association des étudiants sud-africains (Suid-Afrikaanse Studentevereniging) à Amsterdam.  Les recueils de De Clercq, publiés dans cette période, ne se caractérisent plus par l'homogénéité.  À la fin de l'année, Onze Eeuw (Notre Siècle) publia les premiers fragments de Tamar, son récit biblique en vers, dont l'édition définitive, publiée à Anvers en janvier 1918, est illustrée par Frits van den Berghe.  De Clercq partagea le sort des réfugiés qui voyaient se développer, sans eux, le mouvement populaire dans la patrie natale, étant, cependant, impatient d'exercer une influence sur les événements.

##### 1917

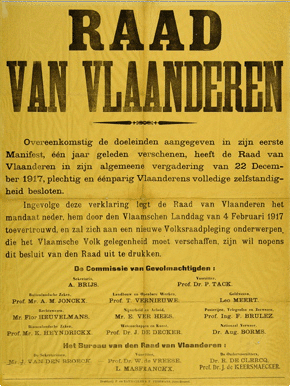
Affiche de 1917 du Conseil de Flandre, annonçant la consultation populaire en Flandre. René de Clercq fut élu vice-président du Conseil.

De là l'action du comité national de défense de la cause flamande en Belgique, « temporairement » établi aux Pays-Bas, dont il était membre : son nom figure dans le télégramme adressé au président Wilson ainsi que dans une lettre de janvier 1917 au chef du cabinet belge de Broqueville.  Du même mois date la chanson Daar is maar één Vlaanderen (Il n'y a qu'une Flandre qui puisse être la mienne), mise en musique par Jef van Hoof en mars de la même année ; elle devint vite le chant de bataille de l'activisme.  À la mi-juin, il quitta les Pays-Bas pour la Belgique occupée, puis, le 29 juillet 1917, fut élu membre du Conseil de Flandre, au sein duquel il adhéra ensuite au groupe des Jeunes-Flamands.  Le 9 octobre 1917, il fut élu membre du conseil d'administration.  Le 28 juin 1917, le gouverneur général de la Belgique décida de le nommer conservateur du musée Wiertz.  Dans le cadre des fonctions qu'il occupait, il tint des discours en Belgique comme à l'étranger : entre autres, à Alost, à Bruxelles, à Anvers, à Göttingen (où il parla devant un auditoire de prisonniers de guerre), à Münster, à Brême, à Düsseldorf, à Cologne et à Aix-la-Chapelle.  Il accomplit d'autres missions : à Copenhague, à Cassel et à Berlin, où le Kulturbund von Kunst und Wissenschaft offrit, en son honneur, un banquet auquel assistait Gerhart Hauptmann.  Dans la seconde moitié du mois de décembre 1917, il parlait avec des dirigeants socialistes à Berlin, occasion à laquelle il se déclara convaincu que la Flandre devait encore être protégée par l'Allemagne après la guerre.  Il se rendait pleinement compte du caractère précaire de la puissance émanant de l'activisme, car, même si ce dernier était une force morale indépendante s'appuyant sur un mouvement populaire, il s'agissait tout de même d'un pouvoir politique dérivé.
Le 26 décembre 1917, il fut élu vice-président du Conseil de Flandre et, en cette qualité, impliqué dans l'organisation de l'élection du conseil par le biais d'un genre de référendum : des « assemblées populaires » ou « consultations populaires ».

##### 1918
De Clercq s'engagea dans une société germano-flamande dont il devint membre du conseil d'administration du département de Bruxelles, et il se fit inviter en Allemagne, entre autres, à Cologne où, le 12 mai 1918, il déclama ses vers après un discours de Borms, qui avait formulé le vœu qu'après la guerre, l'Aa devînt la frontière de la Flandre à l'extrême ouest.  Dans son œuvre littéraire, les chansons d'amour l'emportèrent progressivement sur la poésie guerrière.  Du 14 au 16 septembre, il visita le champ de bataille au sud de Laon, conjointement avec d'autres activistes.

### 1918-1932: Après la guerre

#### 1918-1928: Activités littéraires et musicales dans le pays d'exil
Lorsqu'un mois plus tard, après que Wilson eut exigé la disparition du régime impérial et militaire en Allemagne, le 17 octobre 1918, une grande majorité au sein du Conseil de Flandre décida d'émigrer, dont De Clercq qui partit pour les Pays-Bas.  Le 17 avril 1920, la Cour d'assises du Brabant le condamna à mort par contumace.  Ce n'est que le 3 février 1929 qu'il revint en Flandre pour y séjourner, peu après la proclamation d'une « loi de clémence » en Belgique.  Malgré l'amnistie accordée par la loi, il préférait un bannissement volontaire.

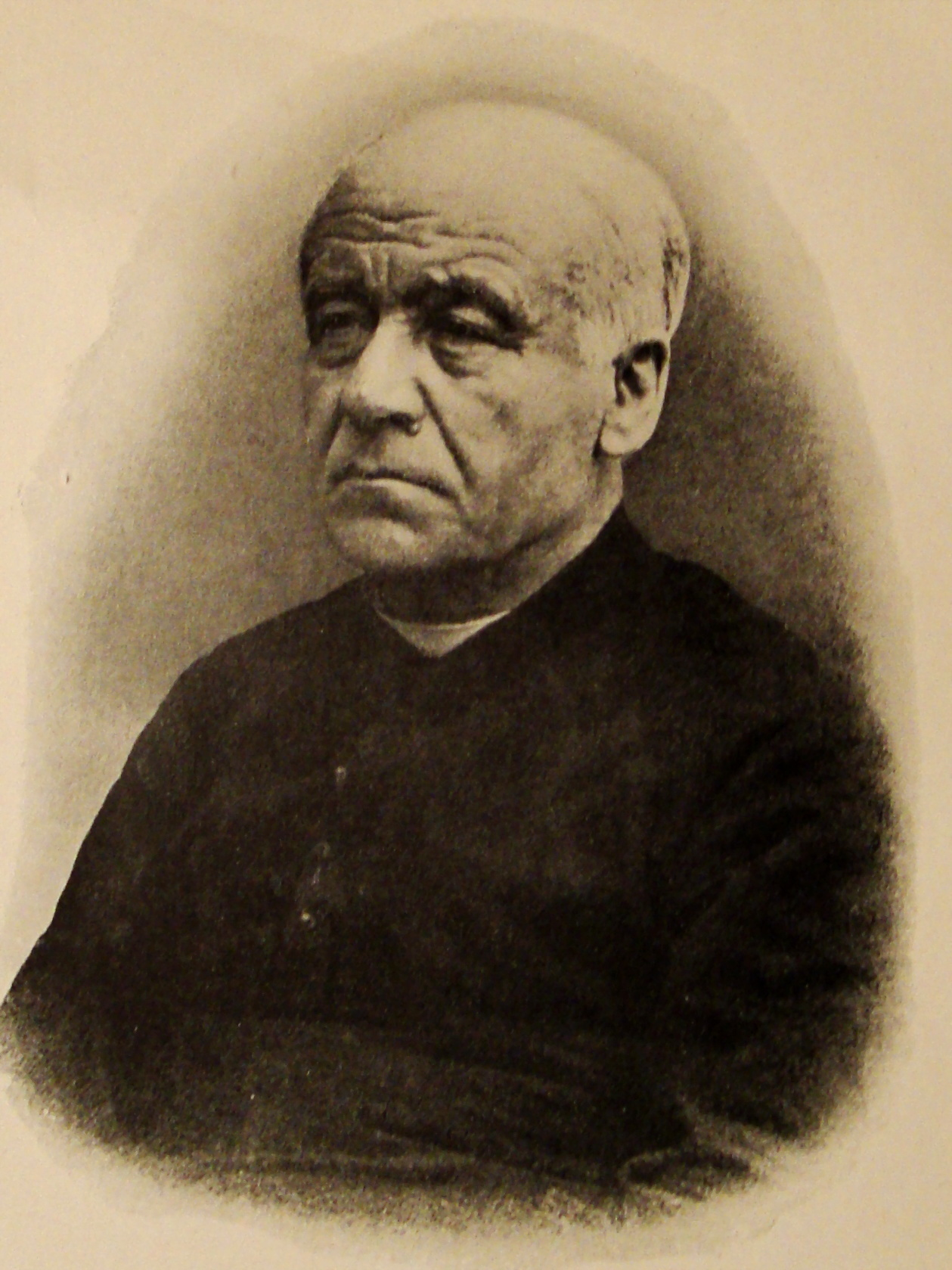
Guido Gezelle (1830-1899) donna son nom à l'association hollando-flamande auquel René de Clercq s'était affilié.

En exil volontaire, il continua son activité littéraire : si, à partir de 1921, il ne collabora plus au Toorts, depuis avril 1924, il compensa par son affiliation à la commission du Dietschen Bond ainsi que par celle au conseil de rédaction de la Dietsche Gedachte (La Pensée thioise) et, dès 1926, à l'administration de l'association hollando-flamande Guido Gezelle.  Aussi put-il prendre la parole à la Journée bas-allemande et flamande à Lübeck le 27 février 1927, sous la condition, discrètement formulée, de s'abstenir de toute allusion politique.  En 1927 et en 1928, il prit part à différents événements en Allemagne, dont le repas en son honneur au Deutsche Herrenklub (Le Club allemand des messieurs) à Berlin, qui eut lieu le 1er mars 1927.
Dans l'intervalle, les publications d'œuvres littéraires se suivirent à Amsterdam ou ailleurs.  Des propos tenus en novembre 1927 au sujet de la Bible se trouvent dotés d'une signification toute particulière et se réfèrent à ses trois tragédies bibliques : « Je préfère la Bible, passionnée et riche d'une force primitive, sur les Grecs qui ont produit, avec leurs fables, tout de même de plus en plus de l'écrivaillerie. »  Il avait déjà écrit Kain et Saül en David, et la tragédie Absalom était presque prête.  Antoon Jacob fait partager les œuvres issues de la production ultérieure de De Clercq dans le jugement porté par ce dernier sur les Grecs : il s'agirait de travaux exclusivement créés pour gagner sa vie.
En 1927, donc encore avant la proclamation de la loi de clémence, son poème Nederland mijn land geworden (Les Pays-Bas, devenus mon pays), fut publié dans le numéro du 11 juillet du périodique anversois De Schelde (L'Escaut) : un numéro consacré aux activistes exilés.
Pendant son exil forcé et à partir de 1920, De Clercq commença à écrire de la musique : d'abord des mélodies pour ses propres textes, même si ceux-ci avaient déjà été mis en musique par des compositeurs et avaient été acceptés par le public.  Bientôt, il mit en musique de vieux textes néerlandais.  Après des études qu'il avait entreprises en tant qu'autodidacte, il écrivit également pour le piano.  Avec ces chansons, dont certaines avaient été arrangées par Lieven Duvosel, il fit une tournée, mal reçue par la critique, à travers les Pays-Bas en hiver 1920-1921.  Son drame lyrique De gouden Vrouw (La Femme d'or) reçut aussi des critiques assez sévères.

#### 1928-1932: Réengagement dans la cause flamande

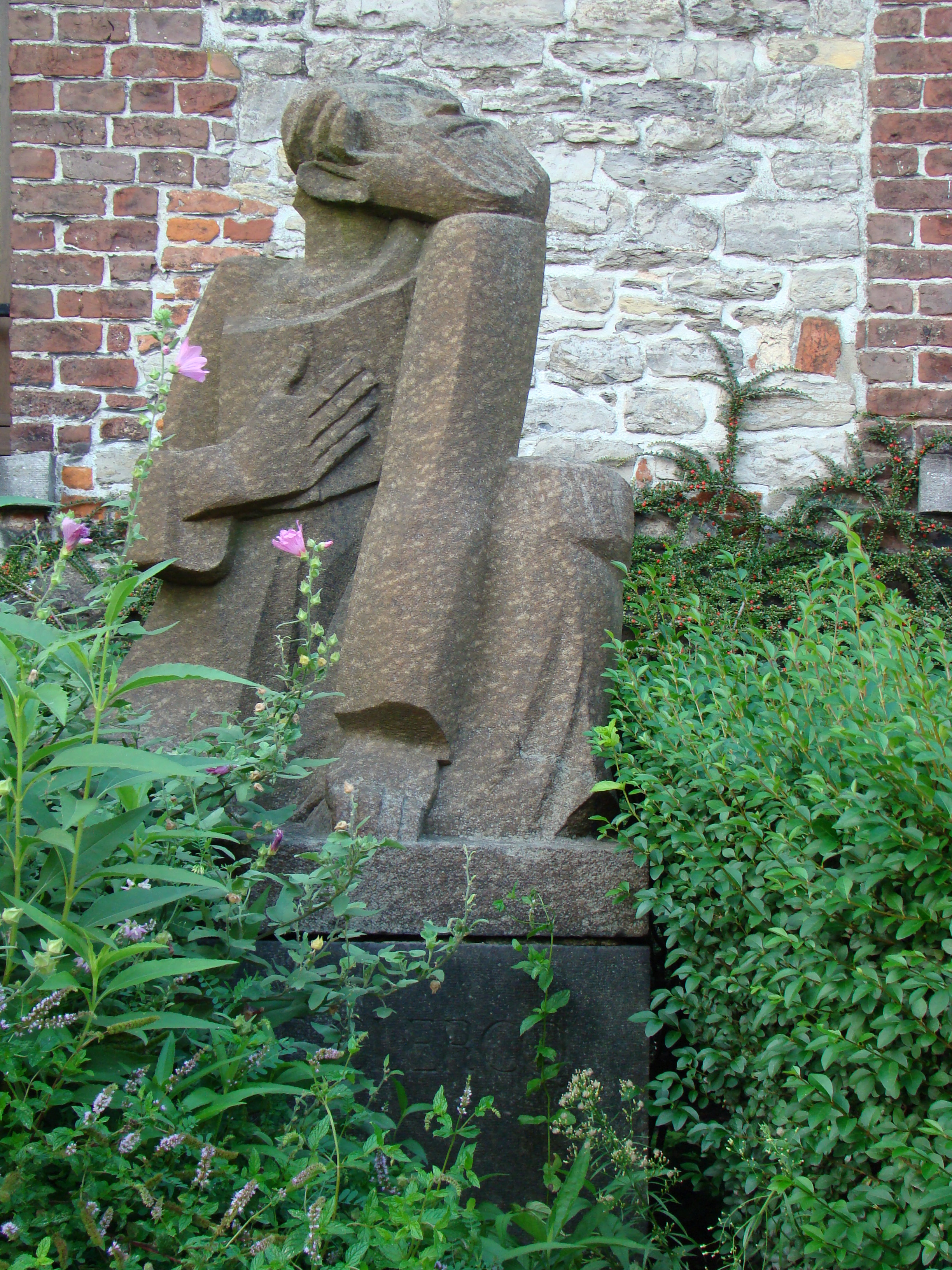
Statue commémorative de René De Clercq de 1936, par le sculpteur cubiste flamand Jozef Cantré (1890-1957), à Deerlijk.

L'élection d’Auguste Borms au parlement, fin 1928, stimula De Clercq à se réinvestir dans la cause flamande : ainsi cosigna-t-il la déclaration des activistes nationalistes flamands (Verklaring der Vlaamsch-Nationale Activisten), rédigée par le Dr Robert van Genechten et distribuée au début de 1929.  Le 22 septembre, en tant que représentant des Pays-Bas septentrionaux, De Clercq siégea au conseil d'administration de l'Union néerlandaise (Nederlandsche Unie) à Roosendaal.  Impressionné par le discours tenu par Borms à Amsterdam au Dietschen Landdag (la diète thioise), le 3 août 1930, dans l'année du centenaire belge, De Clercq retrouva sa vieille foi dans la mission et entama une correspondance remarquable avec Borms sur la nécessité d'une « dictature de leur duumvirat » et de la création d'un Conseil de Flandre, dont il prévoyait, dans un message du 2 février 1931, adressé au peuple flamand, la mise en œuvre pour le mois de mars.  Le 12 juin 1932, à la veille d'une réunion du Conseil de Flandre, récemment créé, où il avait été invité à prendre la parole, il mourut soudainement (quoique souffrant, déjà depuis des années, de sa santé) à Sint-Maartensdijk.
Les travaux des trois dernières années de sa vie furent, pour la plus grande partie, publiés dans De Dietsche Gedachte, la revue mensuelle du Dietschen Bond, dont il occupait la fonction de vice-président jusqu'à son décès et où il avait commencé à publier ses Mémoires.  Le rôle central qu'il attribuait au poète dans l'élévement de son peuple à la politique est montré dans son texte Vlaanderens hoogste Belijders (Les Plus Éminents Confesseurs de la Flandre), publié à Utrecht en 1930, qui compte parmi ses écrits les plus caustiques et qui contient des passages tels que : 

« Nous n'avons pas toujours du pain, mais bien des inquiétudes.  Mais nos actions sont devenues historiques. »

Quelques semaines avant sa mort, une quatrième édition augmentée de son Noodhoorn, (Le Tocsin) payée de sa poche, sortit des presses.  Une anthologie de ses meilleurs poèmes était prête pour la presse et fut publiée en 1932.  En outre, il continuait à écrire de la musique ; ainsi, un autre drame lyrique, pour lequel il avait composé la musique, fut diffusé par l'AVRO fin 1929.
Sa tombe au cimetière de Lage Vuursche à Sint-Maartensdijk fut ornée d'une statue du sculpteur cubiste flamand Jozef Cantré, inaugurée en 1936 .  Cinquante ans après la mort du poète, sa dépouille mortelle ainsi que ce monument funéraire furent transférés à Deerlijk, pour trouver leur place près de l'église Sainte-Colombe.

## Œuvres
$ = roman, le reste de l'œuvre consiste en poésie, à quelques exceptions près, mentionnées dans la liste.
- 1896 - Gedichten
- 1898 - Het Lied van Bacchus
- 1898 - Halewijn's straf
- 1900 - Echo's
- 1900 - Ideaal, een sonnettenkrans
- 1901 - Leus
- 1902 - Guido Gezelle's dichtwerk, eenige esthetische beschouwingen (dissertation)
- 1902 - De Vlasgaard: zangspel in drie bedrijven en vier tafereelen (pièce de théâtre)
- 1902 - Natuur
- 1903 - Terwe: een verhaal in verzen $
- 1903 - Liederen voor het volk
- 1905 - Verzameling vaderlandsche schoolzangen
- 1907 - Gedichten
- 1907 - Het lied van den arbeid
- 1907 - Twee liederen: mezzo en sopraan (avec la collaboration de Willem Andriessen)
- 1908 - Toortsen
- 1908 - Wiegenlied: mélodie met pianobegeleiding
- 1909 - Drie liederen: voor middenstem (avec la collaboration de Willem Andriessen)
- 1910 ? - Zes liederen: elfde reeks (musique d'Emiel Hullebroeck ; paroles de différents auteurs dont René de Clercq)
- 1911 - Uit de diepten
- 1911 - Een dag
- 1912 - De hoeven (pièce de théâtre) (en collaboration avec Johan Lefèvre)
- 1912 - Het Rootland $
- 1913 - Harmen Riels: roman $ (autobiographie)
- 1915 - De zware Kroon: verzen over den oorlogstijd (sur l’occupation allemande)
- 1915 - Van aarde en hemel
- 1915 ? - Twee René De Clercq-liederen
- 1916 - Uit zonnige jeugd
- 1916 - De noodhoorn, vaderlandsche liederen
- 1917 - Das Nothorn
- 1917 - Vaderlandsche Liederen (édition flamande du Noodhoorn)
- 1918 - Tamar : bijbelsch verhaal in verzen
- 1919 - Uilenspiegel: de legende en de heldhaftige, vrolijke en roemruchte daden van Uilenspiegel en Lamme Goedzak in Vlaanderenland en elders (d'après Till l'Espiègle) (traduction des chansons par René de Clercq)
- 1919 - Maria Magdalena: bijbelsch verhaal in verzen (sur Marie-Madeleine)
- 1920/21 - Liederen, zangstem, piano (en cinq volumes - partitions, avec la collaboration de Willem Andriessen)
- 1920 - Onze baby's / Sjoerd Kuperus, comprend des poèmes de René de Clercq
- 1921 ? - Klingklang, klokke-bei: zes meiliedjes (paroles de René de Clercq et David Tomkins, musique de Catharina van Rennes)
- 1921 - Adeste, zangstem, piano
- 1921 - Avondlied, zangstem, piano
- 1921 - Het boek der liefde
- 1923 - De gouden vrouw
- 1924 - De koele mei
- 1925 - Meidoorn: verzen
- 1926 - Het zonnefluitje (publié sous le pseudonyme H.C. Joesken)
- 1927 - De noodhoorn (édition augmentée)
- 1927 - Liederen voor Nederland en Vlaanderen
- 1927 - Te lande
- 1927 - Een wijnavond bij dr. Aldegraaf $
- 1928 - Van aarde en hemel (réédition)
- 1929 - Huibert Poot of dichter en boer
- 1930 - Avonturen van Don Quichote $
- 1930 - De Historie van Doctor Johannes Faustus (sur Faust) $
- 1930 - Voor-1830-na: een bundel opstellen en gedachten
- 1932 ? - Kerstverlangen (musique de Lieven Duvosel)
- 1932 - Het beste uit de gedichten van René De Clercq (anthologie de poèmes ; ouvrage posthume)
- 1934 - Kaïn, Saul en David, Absalom: treurspelen (pièces de théâtre) (ouvrage posthume) (sur Caïn, Saül et le roi David, et Absalom)
- 1937 - Nagelaten gedichten (ouvrage posthume)
- 1937 - Overgebleven gedichten (ouvrage posthume)
- 1937 - Meeningen van René De Clercq (ouvrage posthume)
- 1943 - Vaderlandsche liederen (réédition, ouvrage posthume)
- 1964 - Daar is maar één land (ouvrage posthume)[45]

### Fichier audio
- (nl) Daar is maar één Vlaanderen (paroles de René de Clercq, musique de Jef van Hoof ; chanson de 1917, citée plus haut, interprétée par Zeger Vandersteene, ténor, et Levente Kende, piano).

### Autres sites
- (nl) La Société René De Clercq
- (nl) Biographie de René De Clercq
- (nl) Biographies, œuvres et textes sur le site web de la Bibliothèque numérique des lettres néerlandaises
- (nl) Écran d'accueil de la liste des résultats de recherche sur le site web de la Bibliothèque royale (Pays-Bas)
- (nl) Inventaire du patrimoine architectural – Maison natale du poète René De Clercq, aujourd'hui le Musée René De Clercq
- (nl) Inventaire du patrimoine architectural – Statue du poète René De Clercq, par Jozef Cantré
- (nl) Inventaire du patrimoine architectural – rue René De Clercq

## Sources et bibliographie
- (nl) Depamelaere, G., René Declercq, uit liefde alleen …, Davidsfonds, Deerlijk, 1977
- (nl) Gunsch, Ann de, en collaboration avec Moeykens S. et Callens T., 2007: Inventaris van  het bouwkundig erfgoed, Provincie West-Vlaanderen, Gemeente Deerlijk, Bouwen door de eeuwen heen in Vlaanderen WVL34, documents de travail inédits, version en ligne
- (nl) Hulpiau, K., René De Clercq (1877-1932): een monografie, Gand, 1986
- (nl) Jacob, Antoon, René de Clercq, dans : Jaarboek van de Maatschappij der Nederlandsche Letterkunde te Leiden, 1936-1937, E.J. Brill, Leyde, 1937
- (nl) Moens, W., De dooden leven: René De Clercq, Lodewijk Dosfel, Oscar de Gruyter en Karel van den Oever herdacht, essay, 1938
- (nl) Pieck, A.F. et Pieck, B., Dagboek 1917-1920/Herinneringen aan René de Clercq, Gooibergpers, Bussum, 1993
- (nl) Vandommele, J., René De Clercq, Een romantisch dichter in het oog van een wereldstorm, Fondation René De Clercq a.s.b.l., Deerlijk, 2006
- (nl) Wijnstroom, J.J., Mededeelingen over René De Clercq, Van Soest, Amsterdam, 1937
- (nl) Wijnstroom, J.J., Meeningen van René de Clercq, Van Soest, Amsterdam, 1937
- (nl) Wijnstroom, J.J., René De Clercq’s levensloop, Van Soest, Amsterdam,  1937